# Jindřich Kajetán z Blümegenu
Jindřich Kajetán hrabě (1720-1759 svobodný pán) z Blümegenu (29. června 1715 – 30. července 1788 Letovice) byl vysoký rakouský úředník a manufakturista.

## Původ
Narodil se jako syn přísedícího říšského komorního soudu ve Wetzlaru Heřmana Jošta Blümegena a jeho manželky Jenovéfy von Deuring. Roku 1720 se otec stal členem říšské dvorské rady, rodina se přestěhovala do Vídně a byla inkorporována mezi dolnorakouskou a později moravskou šlechtu. Mezi jeho mladší sourozence patřili královéhradecký biskup Heřman Hannibal, moravský zemský hejtman Jan Kryštof nebo abatyše vídeňského kláštera klarisek (Königinkloster) Marie Antonie.

## Kariéra
Roku 1740 byl jmenován císařským radou a přísedícím moravského zemského soudu a královského tribunálu na Moravě. Roku 1743 se stal členem komise pro rozvržení daně z majetku, během válek v letech 1741 a 1742 spravoval spolu s Jiřím Fridrichem Žalkovským sklady obilí a krmiva v Čechách a na Moravě. Po zřízení zemské milice (1744) se stal členem generální zemské vojenské komise. V témže roce se také stal kancléřem královského tribunálu na Moravě. Roku 1748 se stal skutečným tajným radou, nejvyšším zemským komorníkem a předsedou smíšené kontribuční, kamerální a vojenské komise. Po oddělení justice od politické správy stanul roku 1749 v čele královské reprezentace a komory na Moravě, budoucího moravského gubernia (od 1763), roku 1753 byl jmenován moravským zemským hejtmanem. Královna ho roku 1759 povýšila do hraběcího stavu dědičných zemí, císař František I. Štěpán následně do říšského hraběcího stavu (1761). Roku 1760 byl povolán do Vídně do státní rady, kde nejprve zastával post ministra pro vnitřní záležitosti, roku 1765 byl jmenován dvorským kancléřem a roku 1771 nejvyšším českým a prvním rakouským kancléřem. Za jeho působení ve funkci došlo ke zrušení jezuitského řádu, vydání tolerančního patentu, ke školským reformám, ke zřízení okrskové správy pro vojenskou konskripci a armádní odvody, ke zlepšení poddanských poměrů, ke zrušení nevolnictví a k dalším reformám. Pro zadržení jistého císařského opatření, jehož uplatnění se snažil zabránit, byl nucen rezignovat a byl propuštěn ze státních služeb bez nároku na penzi. Současně byl penzionován i jeho bratr Jan Kryštof, který stál v čele moravského gubernia.
Byl zakladatelem letovického kláštera milosrdných bratří (1759).

## Velkostatkář a podnikatel
Po otci zdělil statky Letovice a Slatinka na Moravě. V Letovicích zřídil v roce 1745 plátenickou manufakturu, kterou později (1763) přestavěl na bavlnářskou, další bavlnářský podnik zřídil na nově zakoupeném (1762) statku Kettenhof v Dolním Rakousku. Jednalo se o jedny z největších podniků v monarchii. Společně se svými švagry hrabaty Kořenským a Chorynským provozoval také kožedělnou manufakturu ve Veselí nad Moravou. Ze statků Letovice, Slatinka a Kettenhöf potom zřídil roku 1774 rodové svěřenství. Jeho dědicem se stal nejprve syn František Jindřich, poté synovec Petr a nakonec se majiteli fideikomisu stali potomci dcery Marie Eleonory, hrabata Kálnokyové.
Při svých brněnských pobytech využíval jako své sídlo zámek ve Šlapanicích.

## Rodina
Poprvé se oženil s Marií Annou (1716–1781), dcerou hradišťského krajského hejtmana Františka Antonína Karla Chorinského z Ledské a sestrou pozdějšího brněnského biskupa Matyáše Františka Chorinského. Měli spolu devět dětí – osm dcer, z nichž však pouze čtyři se dožily dospělosti, a posledního syna, který však zůstal bezdětný:
- Marie Anna (12. prosince 1738 – 1740)
- Marie Josefa (24. března 1741 – ?), provdaná (1760) za hornorakouského vládního radu hraběte Jana Felixe Coretha-Starkenburga
- Marie Antonie (3. června 1742 – 1785), poprvé provdaná (1763) za polního zbrojmistra hraběte Johanna Macquira, podruhé (1770) za hraběte Jana Rudolfa Libštejnského z Kolovrat a potřetí (1773) za svého strýce Jana Kryštofa Blümegena.
- Marie Eleonora (21. února 1744 – 1821), provdaná (1764) za hraběte Ludvíka Štěpána Kálnokyho.
- Marie Klara (29. května 1745 – 1773), řeholnice
- Margareta Carolina (8. listopadu 1746 – ?)
- Genovefa Ignazia (15. listopadu 1748 – ?)
- Marie Franzisca (4. října 1754 – ?)
- František Jindřich Kajetán (19. červenec 1756 – 7. květen 1806), roku 1776 se oženil s Aloysií von Heister († 25. března 1836).

Jeho druhou ženou se roku 1782 stala hraběnka Karolina Breunerová (1744 – 1799).